# Aviogenex
Aviogenex (srbsko Авиогенекс) (JJ/AGX) je bila srbska čarterska letalska družba s sedežem v Beogradu. Glavno letališče družbe je bilo beograjsko Letališče Nikola Tesla. Do leta 1990 je bila največja čarterska letalska družba v Jugoslaviji. Svoje delovanje je končala s stečajem leta 2015.

## Zgodovina
Družba je bila ustanovljena 21.maja 1968  pod imenom Genex Air kot divizija v sklopu zunanjetrgovinskega podjetja Generalexport iz Beograda.  Z opravljanjem letalskih operacij je pričela 3. marca 1969 z letali Tupoljev 134, ki so bila nabavljena na osnovi meddržavne pogodbe o blagovni menjavi med Jugoslavijo in Sovjetsko zvezo. Prvi let je bil opravljen na relaciji Beograd – Düsseldorf. Pozneje so prešli na zahodno tehnologijo in tako leta 1983 v svojo floto uvedejo letala Boeing 727-200, leta 1987 pa Boeing 737-300. Družba je imela leta 1990 10 letal (5 letal Boeing 727 in 5 letal Boeing 737) in je prepeljala 633.932 potnikov na skupno 17.000 urah leta. V devetdesetih letih 20. stoletja je bila družba soočena z izgubo glavnih destinacij v Splitu, Dubrovniku in Pulju, kot posledica eskalacije vojaških spopadov v nekdanji Jugoslaviji, zato je pričela z dajanjem letal skupaj s posadko v najem drugim letalskim družbam, predvsem iz Azije, Južne Amerike in Afrike. Pozneje pa je družba pričela tudi z opravljanjem storitev tovornega prometa, predvsem za potrebe DHL.
26. septembra 2006 je družba prodala tri letala Boeing 727-200, tako da je do konca delovanja svoje aktivnosti opravljala zgolj z letalom Boeing 737-200. Leta 2010 je ponovno pričela z izvajanjem letalskih operacij pod svojo blagovno znamko.
Februarja 2015 je Aviogenex prenehal z letalskimi operacijami, maja 2015 je Vlada republike Srbije napovedala stečaj družbe, po tem, ko ni uspela najti strateškega partnerja ali investitorja zanjo.

## Storitve družbe
Aviogenex je izvajal naslednje storitve
- Čarter poleti v mednarodnem in domačem prometu
- Dajanje letal v najem z ali brez posadke ali tehničnega osebja (»wet« ali »dry« leasing).
- Transfer letalske tehnologije
- Usposabljanje osebja v lastnem trening centru
- Prevozi splošnega in specialnega tovora
- Ad-hoc prevozi za potrebe naročnikov

## Flota
Floto je sestavljalo eno letalo Boeing 737-200 (registracija YU-ANP). V stečajnem postopku je bilo letalo prodano beninski letalski družbi Westair Benin. V času delovanja je družba za svoje operacije uporabljala 12 letal Tupoljev 134, 7 letal Boeing 737-200 in 5 letal Boeing 727.

## Destinacije
Po ponovni vzpostavitvi letalskih operacij leta 2010 pod lastno blagovno znamko je družba opravljala polete na naslednje destinacije:

## Nesreče
Aviogenexovo letalo Tupoljev 134A je 23. maja 1971 (registracija YU-AHZ) na letu JJ130 iz Londona  (letališče Gatwick) strmoglavilo med pristankom na letališče Reka na otoku Krku. Letalo je bilo novo, letnik proizvodnje 1971 in je do nesreče imelo 111 ur poletov na 47 vzletih in pristankih. To je bila prva nesreča tega tipa letala po uvedbi v redni zračni promet. V nesreči je umrlo 78 oseb, preživelo pa je 5 oseb. Potniki so bili večinoma britanski turisti, ki so potovali na dopust na Jadran. Med umrlimi je bil tudi hrvaški pesnik Josip Pupačić z družino.